# Пухлово
Пухлово — деревня в Куньинском районе Псковской области России. Входит в состав Каськовской волости.
Расположена в 7 км к юго-востоку от райцентра Кунья и в 7 км от западного побережья Жижицкого озера.
Численность населения 37 жителей (2000 год).